# مرسوم برلين

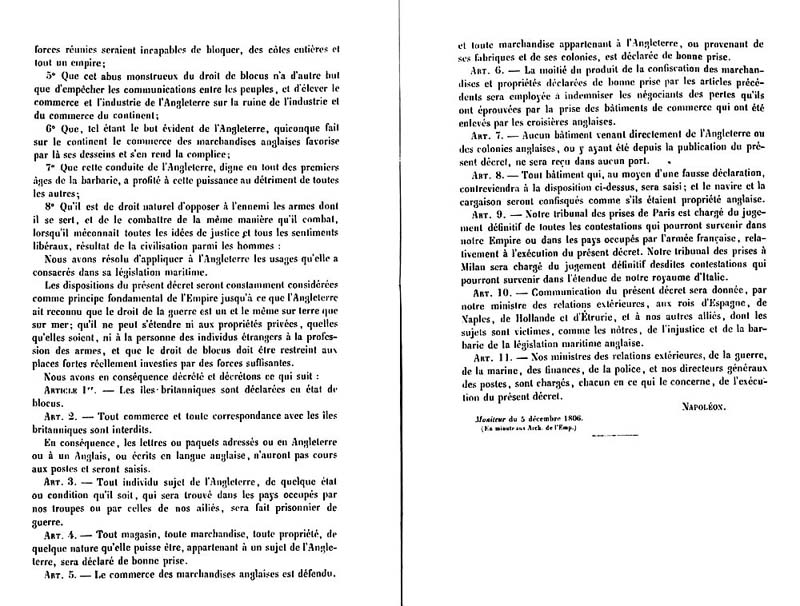

صدر مرسوم برلين في برلين من قبل نابليون بونابرت في 21 نوفمبر 1806، بعد النجاح الفرنسي ضد بروسيا في معركة يينا التي أدت إلى سقوط برلين، حيث صدر ردًا على المجلس البريطاني للطلب المؤرخ في 16 مايو 1806، والذي فرضت فيه البحرية الملكية البريطانية حصارًا على جميع الموانئ من بريست إلى إلبه.
أعلن المرسوم أن «الجزر البريطانية أعلنت أنها في حالة حصار»، ومنع جميع المراسلات أو التجارة مع بريطانيا العظمى. اعتقل جميع الرعايا البريطانيين الموجودين في الأراضي الفرنسية أو في أراضي الحلفاء الفرنسيين كأسرى حرب، كما تم الاستيلاء على جميع المنتجات أو البضائع البريطانية. ستعامل أي سفينة تكتشف أنها تنتهك المرسوم وتهبط في ميناء قاري من ميناء بريطاني أو إستعماري بريطاني كما لو كانت ممتلكات بريطانية وبالتالي ستكون عرضة للمصادرة مع كل حمولتها.
كان الهدف من هذا النظام القاري هو إجبار بريطانيا على الجلوس لطاولة السلام عن طريق تجويعها من التجارة مع أوروبا وبالتالي تدمير اقتصادها. ومع ذلك، كان من الصعب فرض الحصار النابليوني على مساحة شاسعة جدًا وكان هذا عمومًا غير شعبي بين الرعايا الفرنسيين والحلفاء. يرى المؤرخ بول شرودر أن هذا أثبتت أنه وسيلة غير فعالة للحرب الاقتصادية.
أدى النظام القاري في النهاية إلى الخراب الاقتصادي لفرنسا وحلفائها. تم إلحاق ضرر أقل باقتصاد بريطانيا التي كانت تسيطر على تجارة المحيط الأطلسي. نقلت دول أوروبية أخرى نفسها من النظام القاري، مما أدى جزئيًا إلى سقوط نابليون.
صدر صدر مرسوم ميلان لنفس الغرض في العام التالي.